# Reductoderces aucklandica
Reductoderces aucklandica är en fjärilsart som beskrevs av John S. Dugdale 1971. Reductoderces aucklandica ingår i släktet Reductoderces och familjen säckspinnare. Inga underarter finns listade.